# SASL语言
SASL（缩写的St Andrews Static Language，或者St Andrews Standard Language，义为圣安德鲁斯静态语言或标准语言），是纯函数式编程语言，在1972年由David Turner于圣安德鲁斯大学，基于ISWIM的应用式子集而开发。在1976年，Turner重新设计并重新实现它为非严格（惰性）语言。它以这种形式成为了Turner以后的语言KRC和Miranda的基础，但是SASL表现为无类型的，而Miranda有多态类型。
Burroughs公司使用SASL来书写编译器和操作系统。

## 引用
1. ↑  Turner, D.A. . University of St. Andrews, Department of Computer Science Technical Report.
2. ↑  D.A. Turner.  (PDF).   [2021-09-06]. （原始内容 (PDF)存档于2021-09-06）.
3. ↑  Turner, D. A.  (PDF).   [2020-04-25]. （原始内容存档 (PDF)于2020-04-15）.